# The Death and Return of Superman
The Death and Return of Superman är ett beat 'em up-spel baserat på serien The Death of Superman publicerad i serietidningarna om Stålmannen, utgivet till SNES 1994 och till Sega Mega Drive 1995. Spelet innehåller många figurer från serien, som Stålmannen själv, Stålpojken, Steel, Cyborg och Eradicator. Alla dessa fem figurer är spelbara.